# Ley de nacionalidad butanesa

Bandera de Bután

Emblema nacional de Bután

La ley de nacionalidad de Bután es la ley del ordenamiento jurídico butanés, que rige la adquisición, transmisión y pérdida de la ciudadanía del Reino de Bután. Fue introducida por el Druk Gyalpo ("Rey Dragón") Jigme Singye Wangchuck, el 10 de junio de 1985, modificando la definición de ciudadano del reino. 
La ley fue implementada como parte de una nueva política nacional de Driglam Namzha, costumbres y etiqueta nacionales. Debido a su énfasis en la cultura de Bután, la disposición jurídica también se conoce como la "Ley de una Nación, un Pueblo". La disposición jurídica de 1985 fue modificada por la Ley de Inmigración de 2007 y luego reemplazada en 2008 por la Constitución de Bután en la medida en que las leyes anteriores resultaron incompatibles. En el grado de no ser incompatibles, las disposiciones de la Ley de 2007, la Ley de 1985 y las leyes anteriores relacionadas con la inmigración continúan en vigor.

## Disposiciones de la Ley de ciudadanía de 1985
La Ley de Ciudadanía de 1985 reemplazó a la Ley de ciudadanía de 1958 y las Enmiendas de 1977.

### Ciudadanía por nacimiento
Bután es un estado jus sanguinis, por lo que la ciudadanía butanesa es otorgada por sangre, y ambos progenitores deben ser originarios del reino. Esto es en oposición a la Ley de 1958, la que establecía que para obtener la ciudadanía, solo era necesario que el padre fuera butanés. El artículo garantiza la ciudadanía a los hijos de dos ciudadanos de Bután como una cuestión de derecho.
El tercer artículo prevé la obtención de la ciudadanía mediante registro. Proporciona la ciudadanía de Bután a las personas que demuestren que tenían "domicilio permanente" en el país al 31 de diciembre de 1958 y que su nombre fue inscrito en el Registro del Censo anual.

### Naturalización
La naturalización en Bután está enmarcada en el cuarto artículo de la ley. 
- Los solicitantes que sean hijos de un ciudadano butanés deben haber alcanzado la edad de 15 y haber residido en el reino por lo menos 15 años, como se indica en el registro del censo.

- Los solicitantes no butaneses deben tener al menos 21 años de edad y haber residido en el reino durante al menos 20 años, como se indica en el registro del censo, excepto los empleados del gobierno que deben mostrar una residencia de 15 años.

Todos los solicitantes deben demostrar buena salud mental; la capacidad de hablar, leer y escribir el Dzongkha  hábilmente; buen conocimiento de la cultura, costumbres, tradiciones e historia de Bután; buen carácter moral sin antecedentes judiciales ni en Bután ni en otros lugares; no poseer ningún registro de haber hablado o actuado contra el Rey, el país o el pueblo butanés de cualquier manera; y disposición para prestar solemne un juramento de lealtad al monarca, al país y al pueblo.
Una vez enviados los formularios del solicitante, el Ministerio del Interior y Asuntos Culturales realiza pruebas escritas y orales para evaluar la habilidad de los mismos en la lengua oficial y el conocimiento de la cultura, las costumbres, la tradición y la historia de Bután. La decisión de la cartera ministerial sobre la cuestión de la elegibilidad para la naturalización se considera "definitiva y vinculante". El gobierno también se reserva el derecho de "rechazar cualquier solicitud de naturalización sin dar motivo alguno".
El quinto artículo establece que los solicitantes que hayan sido considerados favorablemente deben prestar un juramento de lealtad para recibir un <i>Kashog</i> del Rey.

### Privación de ciudadanía
El sexto artículo de la ley enmarca las circunstancias que llevan a la pérdida de la ciudadanía. Establece que los ciudadanos butaneses que adquieran la ciudadanía extranjera dejarán de ser ciudadanos de Bután. El cónyuge y los hijos de esas personas, si son ciudadanos, tienen derecho a permanecer como tal, siempre que tengan su domicilio permanente en el reino y estén inscritos anualmente en el Registro de ciudadanía que lleva el Ministerio del Interior y Asuntos Culturales.
Asimismo establece que el gobierno puede privar a los butaneses naturalizados de su ciudadanía si encuentra que la naturalización se obtuvo mediante "fraude, representación falsa o el ocultamiento de cualquier hecho material", o si han demostrado por acto o discurso ser desleal al Rey o al pueblo de Bután.
El sexto artículo establece que cuando un ciudadano pierde su ciudadanía, debe disponer de todos sus inmuebles en Bután por el plazo de un año; de lo contrario, el Ministerio del Interior confiscará los bienes mediante el pago de una "compensación justa y razonable".

## Libertad de viaje

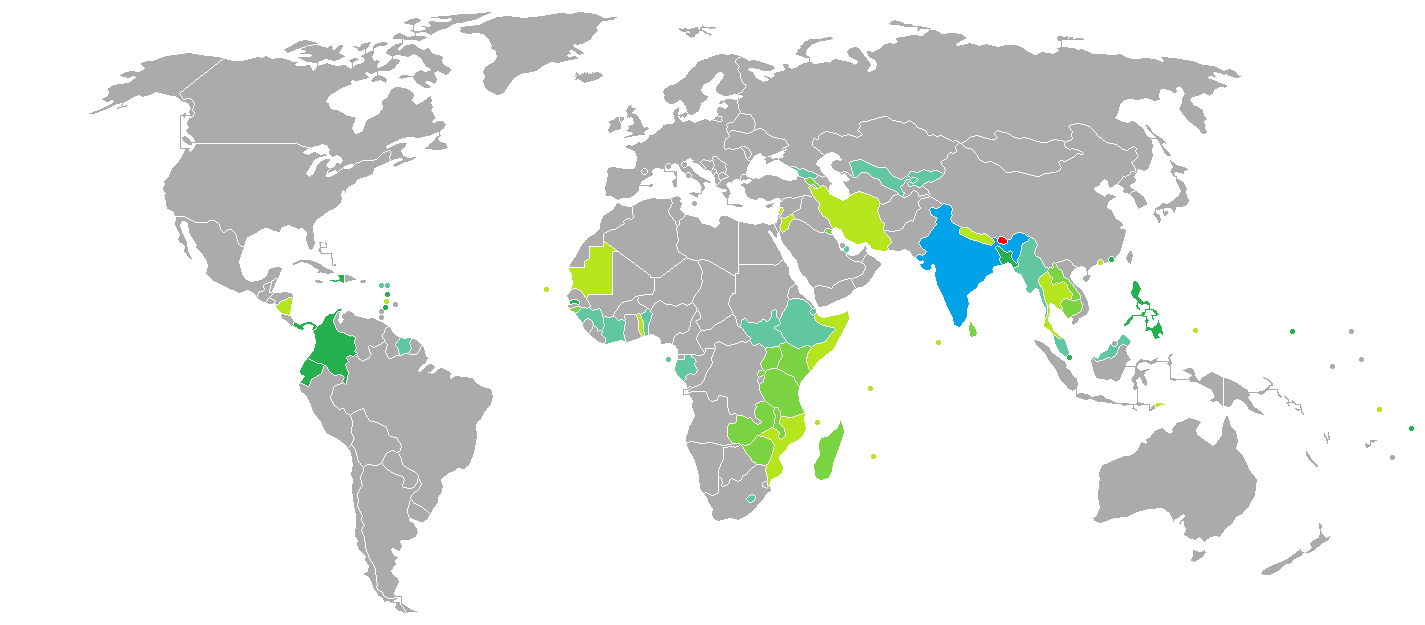
Requisitos de visa para ciudadanos butaneses

En 2016, los ciudadanos butaneses tenían acceso sin visa a 51 países y territorios, lo que ubica al pasaporte butanés en el puesto 86 en el mundo según en materia de libertad de viaje, segpun el Índice de restricciones de visa.